# Tatsuya Yazawa
Tatsuya Yazawa (谷澤 達也, Yazawa Tatsuya) est un footballeur japonais né le 3 octobre 1984. Il évolue au poste de milieu de terrain.

## Palmarès
- Vainqueur de la Coupe du Japon en 2011 avec le FC Tokyo
- Champion de J-League 2 en 2011 avec le FC Tokyo